# Rycroft (Alberta)
Rycroft est un village (village) de Spirit River No 133, situé dans la province canadienne d'Alberta.

## Démographie
En tant que localité désignée dans le recensement de 2011, Rycroft a une population de 628 habitants dans 280 de ses 310 logements, soit une variation de -1,6 % avec la population de 2006. Avec une superficie de 1,686 0 km2, village possède une densité de population de 372,479 2 hab/km2 en 2011.
Concernant le recensement de 2006, Rycroft abritait 638 habitants dans 280 de ses 296 logements. Avec une superficie de 1,686 0 km2, village possédait une densité de population de 378,4 hab/km2 en 2006.
| 2001 | 2006 | 2011 | 2016 |
| ---- | ---- | ---- | ---- |
| 609  | 638  | 628  | 612  |